# نوريس غراهام
نوريس غراهام (بالإنجليزية: Norris Graham)‏ هو موجه قوارب ‏ أمريكي، ولد في 25 يناير 1906 في بورتلاند في الولايات المتحدة، وتوفي في 9 يوليو 1980 في Tuolumne City, California ‏ في الولايات المتحدة.

## وصلات خارجية
- نوريس غراهام على موقع الاتحاد الدولي للتجديف (الإنجليزية)
- نوريس غراهام على موقع اللجنة الأولمبية الدولية (الإنجليزية)
- نوريس غراهام على موقع أوليمبيديا (الإنجليزية)